# Ми — хлопці живучі
«Ми — хлопці живучі» — радянський телефільм 1974 року, знятий режисером Володимиром Станкевичем на студії «Бєлтелефільм».

## Сюжет
Телефільм за однойменною повістю білоруського дитячого письменника Івана Сєркова. Закінчується війна. У звільненому від німців білоруському селі Поколюбичі залишилися одні жінки та люди похилого віку, тому підліткам доводиться працювати нарівні з дорослими. Хлопчаків Саньку та Івана постійно тягне на подвиги. Коли пішли по селу чутки, що в лісі ховається якийсь вовкулак, хлопці вирішили його зловити і цим прославитися. Добре, що їм на допомогу прийшов дільничний. Адже вовкулаком виявився озброєний німецьким автоматом колишній поліцай Афонька.

## У ролях
- Сергій Петриков — Іван
- Сергій Єгоров — Санька
- Стефанія Станюта — Мотрона Євсіївна, бабка Івана та Глижки
- Володимир Станкевич — Глижка, молодший брат Івана
- Оля Демидова — Катя
- Ваня Савельєв — Петя Смик
- Таня Чирич — роль другого плану
- Льоня Василевський — роль другого плану
- Валентин Бєлохвостик — Кирило, батько Івана та Глижки
- Григорій Бєлоцерковський — Максим, дільничний
- Олексій Бірічевський — дід Микола
- Валентин Букін — Ахонька, поліцай
- Лілія Давидович — квартирантка
- Бірута Докальська — дружина Ахоньки
- Надія Євдошенко — мати Саньки
- Емілія Ковальчик — вчителька
- Олена Лаговська — селянка
- Олександр Мороз — танкіст
- Костянтин Перепелиця — голова колгоспу
- Костянтин Сенкевич — Іван Єгоров
- І. Артіменьев — епізод
- Петро Бєлєвич — епізод
- Ніна Гейц — селянка
- Павло Дубашинський — солдат
- Євгенія Ковальова — розстріляна
- Сергій Козлов — епізод
- В'ячеслав Кисельов — лікар
- Володимир Кулєшов — розстріляний
- Йосип Матусевич — розстріляний дід
- Павло Пекур — лікар
- Анатолій Чарноцький — солдат

## Знімальна група
- Режисер — Володимир Станкевич
- Сценарист — Іван Сєрков
- Оператор — Мануїл Юревич
- Композитор — Юрій Семеняко
- Художник — І. Новиков